# スーパープレスティージュ (シクロクロス)2011-2012
スーパープレスティージュ2011-2012（2011-2012 Superprestige）は、スーパープレスティージュの2011年〜2012年のシリーズ戦。当シーズンより、女子部門が開始されることになった。

## 日程と結果

### 男子
| 日時  | 開催場所           | 優勝                   | 2位                    | 3位                        |
| ----- | ------------------ | ---------------------- | ---------------------- | -------------------------- |
| 10/9  | ルッデルヴォールデ | ニールス・アルベルト   | バルト・アールナウツ   | クラース・ファントルナウト |
| 10/30 | ゾンホヴェン       | ニールス・アルベルト   | スヴェン・ネイス       | ケヴィン・パウウェルス     |
| 11/13 | ハム               | ズデネク・シュティバル | ケヴィン・パウウェルス | スヴェン・ネイス           |
| 11/20 | ハヴェル           | ケヴィン・パウウェルス | トム・メーウセン       | ズデネク・シュティバル     |
| 11/27 | ヒーテン           | スヴェン・ネイス       | ケヴィン・パウウェルス | ロブ・ペータース           |
| 12/23 | ディーヘム         | ニールス・アルベルト   | ケヴィン・パウウェルス | スヴェン・ネイス           |
| 2/5   | ホーフストラテン   | トム・メーウセン       | ケヴィン・パウウェルス | スヴェン・ネイス           |
| 2/11  | ミデルケルク       | ズデネク・シュティバル | スヴェン・ネイス       | トム・メーウセン           |

総合成績
|    | 選手名                             | 国籍     | ポイント |
| 1  | スヴェン・ネイス                   | ベルギー | 105      |
| 2  | ケヴィン・パウウェルス             | ベルギー | 99       |
| 3  | ズデネク・シュティバル             | チェコ   | 92       |
| 4  | トム・メーウセン                   | ベルギー | 78       |
| 5  | クラース・ファントルナウト         | ベルギー | 74       |
| 6  | バルト・アールナウツ               | ベルギー | 73       |
| 7  | ニールス・アルベルト               | ベルギー | 64       |
| 8  | ラドミール・シムーネクjr.          | チェコ   | 63       |
| 9  | バルト・ウェレンス                 | ベルギー | 50       |
| 10 | ディーター・ファントハウレンハウト | ベルギー | 41       |

### 女子
| 日時  | 開催場所           | 優勝                             | 2位                              | 3位                            |
| ----- | ------------------ | -------------------------------- | -------------------------------- | ------------------------------ |
| 10/9  | ルッデルヴォールデ | ヘレン・ワイマン                 | ニッキ・ハリス                   | リュシ・シャネル＝ルフェーヴル |
| 10/30 | ゾンホヴェン       | サンヌ・ファン・パーセン         | ニッキ・ハリス                   | サブリナ・ステュルティンス     |
| 11/13 | ハム               | ダフニー・ファン・デン・ブラント | ポーリン・フェラン＝プルヴォ     | サンヌ・カント                 |
| 11/20 | ハヴェル           | サンヌ・ファン・パーセン         | ソフィ・デ・ブル                 | ニッキ・ハリス                 |
| 11/27 | ヒーテン           | マリアンヌ・フォス               | ダフニー・ファン・デン・ブラント | ヘレン・ワイマン               |
| 12/23 | ディーヘム         | マリアンヌ・フォス               | リュシー・シャネル＝ルフェーヴル | サンヌ・カント                 |
| 2/5   | ホーフストラテン   | ダフニー・ファン・デン・ブラント | ニッキ・ハリス                   | パヴラ・ハヴリーコヴァー       |
| 2/11  | ミデルケルク       | ダフニー・ファン・デン・ブラント | ニッキ・ハリス                   | パヴラ・ハヴリーコヴァー       |

総合成績
|    | 選手名                           | 国籍           | ポイント |
| 1  | ニッキ・ハリス                   | イギリス       | 89       |
| 2  | サンヌ・カント                   | ベルギー       | 79       |
| 3  | パヴラ・ハヴリーコヴァー         | チェコ         | 63       |
| 4  | ダフニー・ファン・デン・ブラント | オランダ       | 59       |
| 5  | ソフィー・デ・ブール             | オランダ       | 58       |
| 6  | サブリナ・ステュルティンス       | オランダ       | 56       |
| 7  | アミー・ドンブロウスキー         | アメリカ合衆国 | 52       |
| 8  | ヘレン・ワイマン                 | イギリス       | 49       |
| 9  | ジョワイス・ファンデルベッケン   | ベルギー       | 47       |
| 10 | リュシー・シェネル＝ルフェーヴル | フランス       | 47       |